# Thomas Nkuissi
Thomas Nkuissi, né le 7 juillet 1928 à Nkongsamba et mort le 16 mars 2011 dans la même ville, est un prélat catholique camerounais, d'origine Bamiléké, évêque de Nkongsamba de 1978 à 1992, puis évêque émérite.

## Biographie
Il est ordonné prêtre le 29 juin 1958. Le 29 janvier 1973 Paul VI le nomme administrateur apostolique de Nkongsamba en remplacement de MgrGeorges Siyam, et évêque titulaire de Luperciana (de). Le 15 novembre 1978 il est nommé évêque de Nkongsamba, une charge dont il démissionne le 21 novembre 1992. Mgr André Wouking, alors évêque de Bafoussam, est nommé administrateur apostolique.